# Isola Castle
Castle è una piccola isola disabitata delle isole Andreanof, nell'arcipelago delle Aleutine, e appartiene all'Alaska (USA). Si trova al largo della costa sud-ovest di Kanaga.